# Szluha Ferenc
Ikladi Szluha Ferenc (Holics, 1669. – Bécs, 1729. május 22.) nádori ítélőmester, Komárom vármegye alispánja, udvari tanácsos, „Salgó és Bábolna örökös ura”.

## Élete
Nyitra vármegyei kisnemesi család sarja. 1593-ban kelt a család címeres nemeslevele, mely szerint Szluha Márton, János és István eredetileg a csejtei várban szolgáltak. János dédunokái Ferenc és György voltak. A trencséni jezsuitáknál tanult, majd a Nagyszombati Egyetemen szerzett jogi képesítést.
1701-ben Szirmay István nádori ítélőmester expeditora volt. II. Rákóczi Ferenc perében őt is elfogták, de később szabadon bocsátották. A Rákóczi-szabadságharcban Érsekújvár prefektusa, egyben országos hadi főpénztárnok volt. 1707-ben feleségül vette Konkoly-Thege Júliát (?-1752), Konkoly-Thege László komárom vármegyei alispán lányát, majd Ógyallán és Aba pusztán birtokokat váltott magához. Az új nádor, gróf Pálffy Miklós próbálta megnyerni az udvarnak.
A szatmári béke után, 1712-től személynöki, 1715-től nádori ítélőmester, 1719-től egyben Komárom vármegye alispánja. 1722-ben az országgyűlésen ő indítványozta a Habsburgok nőági örökösödésének törvénybe iktatását (pragmatica sanctio), ezért 1723-től udvari tanácsos. A császár és király Laxenburgban 1724. június 13-án osztrák, Bécsben 1726. augusztus 25-én magyar bárói rangra emelte és további birtokadományban részesült.
Az ún. Feszty-kastélyban élt családjával. Vallásos életet élt és az első ógyallai barokk templom építtetése is nevéhez fűződött. Ugyanezt tartják a bábolnaiak a bábolnai templommal kapcsolatban. A bécsi dominikánusok kriptájába temették.
Gyermekei: György (1716, Érsekújvár), Eleonóra (1717, Ógyalla) és János Nepomuk (1723, Ógyalla) jezsuita misszionárius Brazíliában. György örökölte a gyallai, bábolnai és salgói uradalmakat, 1736-ban a sárosi birtokot. 1741-től ezredes. Mária Terézia Bécsben 1743. április 13-án grófi rangra emelte. Első felesége halála után 1747 októberében feleségül vette gróf Sinzendorf Rozália Filippinát (1719-1782). Tőlük származik Canossai Szent Magdolna.

### Birtokai
Állítólag Pálffy Miklós nádor 1715. március 6-án Szluha Ferencnek és feleségének adományozta Kürthy János koltai, fajkürti és kerékszállási birtokait.
1716-ban új községet telepített, majd Bábolna puszta birtokába jutott. 1715-ben György öccsével közösen szerezték meg a barsi Iklad (Farnad) és Nagyölved birtokát. 1716-ban zálogba vette a Pozsony vármegyei Nemesnebojsza kastélyát és uradalmát. 1717-ben a Sáros vármegyei Budamért, 1720-ban a Fejér vármegyei Bokod községet és Csala pusztát szerezte meg. 1721-ben Baranya vármegyében kapott nádori adományt.
1726-ban megvette a Nógrád vármegyei Salgó várát.